# 包括払い制度
包括払い制度（ほうかつばらいせいど、Bundled payment、Episode-based payment、Episode payment、Episode-of-care payment、Case rate、Evidence-based case rate、Global bundled payment、Global payment、Package pricing、Packaged pricing）とは、それぞれの臨床疾患エピソードごとに治療コストを査定し、それに基づいて病院などの医療サービス提供者に診療報酬を算出して支払う手法。この支払い方式は、病院への入院治療に関わるエピソードについてのものであるが、このエピソードには入院医療だけでなく退院後の外来治療の終了までが含まれる。
この制度は、患者に提供した医療行為ごとに報酬を支払う出来高払い制度（fee-for-service）と、患者に提供した医療内容に関わらず定額の報酬を支払う人頭払い制度（Capitation）の中間に位置づけられる。

## 長所と短所
医療費の包括払い制度は、患者が何の病気であったか(診断群分類)によって診療報酬が決まる制度である。これまでの出来高払い制度が、治療にどれだけの費用が掛かったかで報酬が決まっていたのと対照的な制度であり、様々な利益が期待されている。
第一に患者への利益として、無駄な医療(過剰医療)の削減が期待されている。これまでの出来高払いでは行った医療行為が多ければ多いほど医療報酬が増えるため、回復への最短治療を行った医療者へは支払いが減り、回復を長引かせた医療者への支払いが増えると言う矛盾があった。この制度では患者と医療者の利害が一致しておらず、利害の溝を埋める事は医療者の人格と能力に全て任せられていた。
一方で包括払い制度制度では、まず最初から診断結果に対する診療報酬が決められていて、実際に掛かった医療費は後から経費として差し引かれる。そのため、回復への最短治療を行った医療者においては、診療報酬から治療に掛かった費用を差し引いた額だけ利益が発生する。逆に回復を長引かせた医療者においては、治療に掛かった費用が診療報酬の上限額を超えてしまい、その額だけ損失が発生する。このような形で患者と医療者の利害が一致し、無駄な医療が行われなくなると同時に、最適な医療を行う能力が医療者に求められる仕組みとなる事が期待されている。
第二に医療者への利益として、従来の診療では採算割れの傾向が強かった急性期病院は経営的安定が確保できるほか、患者の属性・病態や診療行為ごとの医療費情報が標準化されるため、経営的・技術的側面から医療の質を評価・比較可能であると注目されている。
第三に行政への利益として、医療サービスが標準化する結果、医療費抑制が実現されることも期待されている。
考えられる問題点は、行う医療行為が少なければ少ないほど利益になるので、最小限の医療が治療計画の余裕を損なう可能性がある。医療者の裁量に自由が無くなることは、治療成果や生存率の低下につながりかねない。また、医療訴訟が増加するなどして結果として、行政、医療者、患者たる国民の三者とも不利益を被る恐れがある。

## 導入事例
導入国の一覧
- 台湾
- 韓国
- フィンランド（部分的）
- ドイツ[8]。
- イギリスの医療（入院）
- オランダの医療（入院）
- フランスの医療（入院）
- スウェーデンの医療（入院）
- アメリカ合衆国の医療におけるメディケア。オバマケア改革により包括払い制度制度に改定された[9]。

### 日本
|        | 病院数  | 病院数  | ベッド数 | ベッド数 |
|        | DPC対象 | DPC準備 | DPC対象  | DPC準備  |
| ------ | ------- | ------- | -------- | -------- |
| 平成15 | 82      | -       | 66497    | -        |
| 平成16 | 144     | -       | 89330    | -        |
| 平成18 | 359     | 371     | 176395   | 114057   |
| 平成20 | 713     | 843     | 286088   | 192242   |
| 平成21 | 1278    | 331     | 430224   | 57965    |
| 平成22 | 1388    | 266     | 455148   | 41407    |
| 平成23 | 1447    | 201     | 468362   | 27751    |
| 平成24 | 1505    | 248     | 479539   | 34502    |

疾病群別包括払い制度(DPC, Diagnosis Procedure Combination)とは、特定機能病院を対象に導入された、急性期入院医療を対象とした診療報酬の包括評価制度である。
日本の診療報酬は、出来高払い方式をとってきたが、平成15年度よりDPC制度が導入された。平成24年時点では、全一般病床の約53.1%を占めている。
- DPC対象病院 - 導入されている病院
- DPC準備病院 - DPC対象病院への参加計画

2009年のOECD対日審査では、日本の制度はDPC払いと出来高払いを組み合わせた一般的でない制度だと指摘し、かつDPC適用の範囲をさらに拡大するよう勧告している。さらに経済協力開発機構は、出来高払い制度を廃止し包括払い制度に移行することで、一人あたりの医師受診回数が、OECD平均の2倍となっている状況を削減できると勧告している。

## 課題

### アップコーディング
アップコーディング（upcoding）とは、不正コーディング詐欺のこと。診療報酬の不正請求詐欺の一手法。英語ではcoding fraudともいう。
日本においては、診断群分類包括評価の対象となっている病院（DPC対象病院）が、故意に実際と異なった病名をつけて、入院にかかる診療報酬を不正に多く請求すること。